# Saint-Hilaire-sur-Risle

Saint-Hilaire-sur-Risle este o comună în departamentul Orne, Franța. În 1 ianuarie 2022 avea o populație de 291 de locuitori.